# NGC 4628
NGC 4628 é uma galáxia espiral (Sb) localizada na direcção da constelação de Virgo. Possui uma declinação de -06° 58' 15" e uma ascensão recta de 12 horas, 42 minutos e 25,3 segundos.
A galáxia NGC 4628 foi descoberta em 20 de Março de 1789 por William Herschel.